# Huw Lloyd-Langton
Richard  Hugh Lloyd-Langton, meglio noto come Huw Lloyd-Langton (Harlesden, 6 febbraio 1951 – 6 dicembre 2012), è stato un chitarrista inglese.
È famoso per la sua collaborazione con la space rock band Hawkwind.
È morto nel 2012 all'età di 61 anni, di cancro.

## Biografia
Dopo aver realizzato il primo album degli Hawkwind, nel 1971 lascia il gruppo. Nel 1974 è con i Widowmaker (gruppo che non deve essere confuso con l'omonimo heavy metal degli anni 1990) con i quali registra due album, prima di tornare negli Hawkwind, dal 1979 al 1988. Intanto, nel 1982 fonda il Lloyd Langton Group.

## Discografia

### Con gli Hawkwind

#### Album studio
- 1970 - "Hawkwind"
- 1980 - "Levitation"
- 1981 - "Sonic Attack"
- 1982 - "Church of Hawkwind"
- 1982 - "Choose Your Masques"
- 1985 - "The Chronicle of the Black Sword"
- 1988 - "The Xenon Codex"

#### Live
- 1980 - "Live Seventy Nine"
- 1986 - "Live Chronicles"
- 2002 - "Canterbury Fayre 2001"

### Con i Widowmaker
- 1976 - "Widowmaker"
- 1977 - "Too Late to Cry"

### Con il Lloyd Langton Group
- 1985 - "Night Air"
- 1986 - "Like an Arrow"
- 1988 - "Time Space & LLG"
- 1991 - "Elegy"
- 1994 - "River Run"
- 1997 - "On The Move"
- 2000 - "Chain Reaction"